# John Payne (Musiker)

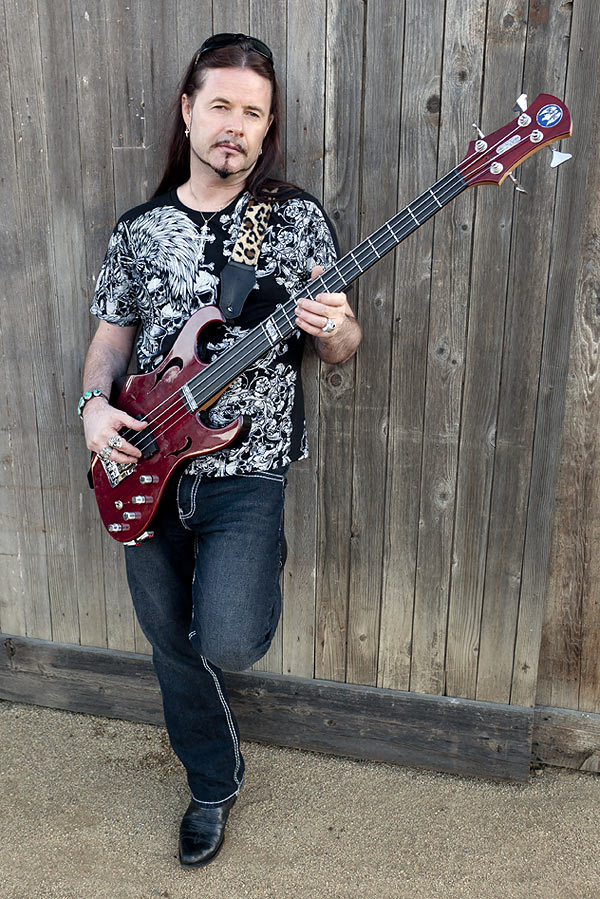
John Payne (2011)

John Payne ist ein britischer Musiker. Er war von 1992 bis 2006 Leadsänger und Bassist der Rockband Asia.

## Jugend
Payne wurde in Luton, Bedfordshire, England geboren. Seine erste Band trug den Namen Moonstone. Sie machte sich in den späten 1970er Jahren einen Namen, indem sie mit bekannteren Bands durch das Vereinigte Königreich tourte, darunter auch so bekannte Gruppen wie Argent.

## Soundtracks
In den 1980er Jahren war Payne alleine unterwegs. Er arbeitete unter anderem an Filmmusiken mit, darunter die Science-Fiction-Komödie An american Way/Riders of the Storm (1986) mit Dennis Hopper, zu dem er den Song Ride the Storm beisteuerte. Der wenig erfolgreiche Film kam in Deutschland nie in die Kinos.

## Erste Zusammenarbeit mit Geoffrey Downes
Der Asia-Keyboarder Geoff Downes hatte sich 1987 mit Max Bacon, dem ehemaligen Sänger von GTR zusammengetan, um Songs für ein Projekt namens Rain zu schreiben, das allerdings nie verwirklicht wurde. Neben dem Songwriter Johnny Warman war auch John Payne an dem Projekt beteiligt, den Downes durch den GTR-Bassisten Phil Spalding kennengelernt hatte. Das Rain-Projekt scheiterte allerdings nach kurzer Zeit.

## In Norwegen mitCCCP
1987 stieß Payne zu der Norwegischen Band CCCP, die der Musiker Casino Steel gründete, nachdem seine alte Band Horton-Steel zerfallen war. CCCP mischte verschiedenste Stilrichtungen, weitere Mitglieder waren die Country-Sängerin Carlene Carter und die norwegische Sängerin Claudia Scott. Gemeinsam spielten sie ein Album mit Coverversionen namens Let's spend the Night together ein. Payne war etwa ein halbes Jahr mit CCCP unterwegs, bevor diese jedoch ihr zweites Album in Angriff nahmen, kehrte er nach England zurück.

## The PassionundElectric Light Orchestra
Zurück in England rief er seine eigene Band ins Leben. The Passion bestand aus Payne, dem Keyboarder Andy Nye (von der Michael Schenker Group), dem Schlagzeuger Clive Burr (von Iron Maiden), dem Bassisten Mel Gabbitas und dem Ex-Mike-Oldfield-Gitarristen Ant Glynne.
Kurz nach der Gründung der Band bekam Payne das Angebot, sich einem von Bev Bevan ins Leben gerufenen neuen Electric-Light-Orchestra-Lineup anzuschließen. Auch Jim Steinman sollte an dem Projekt mitwirken. Doch der Versuch scheiterte an gerichtlichen Interventionen Jeff Lynnes und Payne kehrte unverrichteter Dinge nach England zurück, um die Arbeit mit The Passion wieder aufzunehmen. Bei einem Konzert der Band wurde Geoffrey Downes auf ihn aufmerksam und einige Zeit später, als Payne mit Glenn Hughes an einem neuen Album arbeitete, fragte ihn Downes, ob er sich nicht einem neuen Asia-Lineup anschließen wollte. Payne sagte zu. Er brachte einige für The Passion und E.L.O. geschriebene Songs mit, die später auf den Asia-Raritätenalben Archiva 1 und Archiva 2 sowie auf regulären Studioalben der Band veröffentlicht wurden.

## Asia
Payne – eigentlich Gitarrist und Sänger – nahm nach der Auflösung Asias im Jahr 1991 ebenso wie ehemals John Wetton die Doppelfunktion Bassist – Sänger ein und erarbeitete mit Geoff Downes mehrere Alben (1992 Aqua bis 2005 Silent Nation). John Payne, von der Stimme her deutlich von Ex-Sänger John Wetton unterscheidbar, gestaltete den zweiten Teil der Karriere von Asia wesentlich mit. Die Band wurde nach einer zuvor variablen Besetzung 1999 durch Guthrie Govan (Gitarre) und Chris Slade (Schlagzeug) ergänzt. Die Besetzung existierte fünf Jahre, bevor Chris Slade 2005 durch Jay Schellen ersetzt wurde. Zwar konnte die Gruppe nicht mehr an die früheren Erfolge anschließen, hat aber als Band mit laufenden Tourneen und einer Reihe von Alben bis heute einen festen Platz in den Plattenregalen.

## GPS
Die Wiedervereinigung der Originalbesetzung bedeutet für John Payne und die anderen Mitglieder das Aus. Das aktuell in Arbeit befindliche Asia-Projekt Architect of Time wurde auf Eis gelegt. Payne, Govan und Jay Schellen (Schlagzeug) – allesamt zur letzten Asia-Besetzung gehörig – gründeten daraufhin die Gruppe One, die aus namensrechtlichen Gründen in GPS (die Initialen der drei Nachnamen Govan, Payne, Schellen) umbenannt wurde. Gemeinsam veröffentlichten sie im August 2006 das Album Window to the Soul.

## Asia featuring John Payne
Seit Mai 2007 vermarktet Payne seine Arbeiten mit Asia (und mit GPS) unter dem Namen "Asia featuring John Payne". Er veröffentlichte im Oktober desselben Jahres unter dem Titel Extended Versions die Liveaufnahme eines Asia-Konzerts aus dem Jahr 2005 (in der Besetzung Payne, Downes, Govan und Schellen) und wird in der Folge das Album Architect of Time fertigstellen. Eine Veröffentlichung war für Frühjahr 2011 vorgesehen.

## Diskographie
Mit CCCP:
- Let’s spend the Night together (1987)

Mit Asia (Studioalben):
- Aqua (1992)
- Aria (1994)
- Arena (1996)
- Axioms (1999)
- Aura (2000)
- Silent Nation (2004)

Mit GPS:
- Window to the Soul (2006)

Asia-Veröffentlichungen nach Paynes Ausstieg (Asia featuring John Payne)
- Extended Versions (2007)
- Architect of Time (2008)